# 薪资保密发放
薪资保密发放指公司为了提高公司效益，促进企业文化健康发展而采取的工资保密发放的方式，传统为工资条的方式，但存在内容显示不详细，发放不保密等多种缺点。保密发放薪资，则采用的是保密信封的方式，一方面能详细显示薪酬组成，还能做到保密发放，激发员工的工作积极性。